# Devil Sold His Soul
Devil Sold His Soul (укр. Диявол продав свою душу) — метал-гурт з Південної Англії, грає в жанрах прогресивний метал і пост-хардкор, в даний час має підписаний контракт з лейблом Small Town Records. Відома вкрай атмосферними композиціями і неперевершеним умінням поєднувати агресію і ліричність, злобу і красу, в цілому їх стиль можна охарактеризувати як post-metal. Утворилися в 2004 році після розпаду свого першого проекту— Mahumodo.

## Біографія
Вони випустили свій дебютний студійний альбом «A Fragile Hope» 18 червня 2007 року, до цього гастролювали по Великій Британії протягом декількох років, з міні альбомом «Darkness Prevails» який продюсував Марк Вільямс. Другий студійний альбом гурту «Blessed & Cursed» було випущено 18 червня 2010 року. У 2010 році у гурту був спільний тур по Великій Британії з гуртом Architects. У 2011 році у гурту був великий тур містами Росії, України та Білорусі..
10 квітня 2013 на офіційній сторінці гурту на Facebook було оголошено, що Ед залишає групу. Новим вокалістом став Пол Грін, учасник гурту The Arusha Accord.

## Склад групи

### На теперішній час
- Paul Green — вокал (2013-по теперішній час)
- Jonny Renshaw — гітара (2004-по теперішній час)
- Richard Chapple — гітара (2004-по теперішній час)
- Jozef Norocky — бас-гітара (2011-по теперішній час)
- Paul Kitney — семплер (2004-по теперішній час)
- Alex «Leks» Wood — барабани (2007-по теперішній час)

| |  |  |  |  |
| Поточний склад Devil Sold His Soul (концерт в Самарі 7 жовтня 2011 року). Зліва направо: Ed Gibbs (вокал), Jozef Norocky (бас-гітара), Alex «Leks» Wood (барабани), Paul Kitney (семплер), Richard Chapple (гітара) и Jonny Renshaw(гітара) |  |  |  |  |

### Колишні учасники
- Tom Harriman — барабани (2004–2006)
- Dave Robinson — барабани (2006–2007)
- Iain Trotter — бас-гітара (2004–2011)
- Ed Gibbs — вокал (2004–2013)

## Дискографія

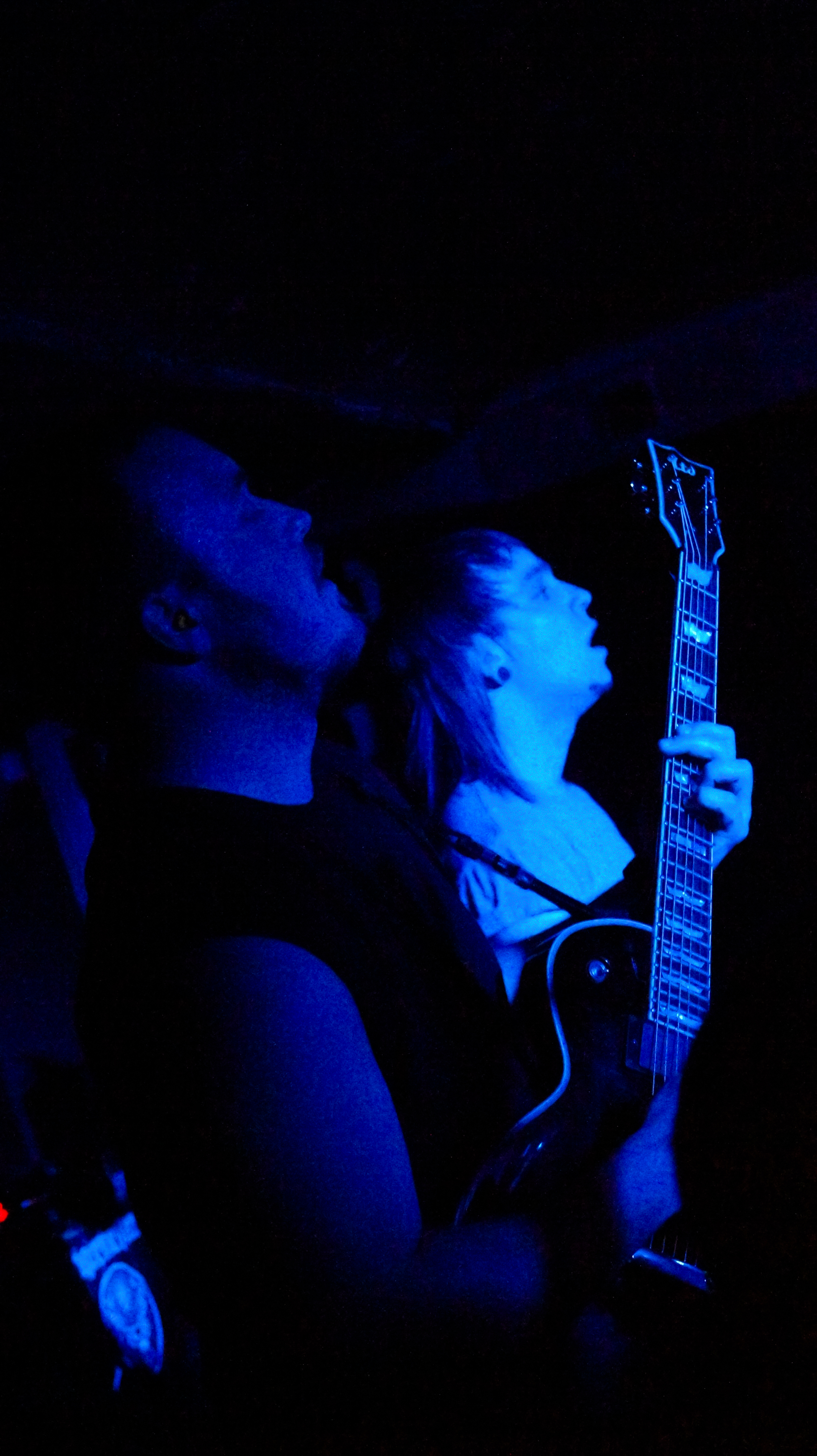
На концерті в Самарі в 2011 році

### Сингли
- «Like It's Your Last» (2004)
- «The Starting» (2007)
- «Between Two Words» (2007)
- «Callous Heart» (2010)
- «A New Legacy» (2012)
- «Time» (2013)

### Мініальбоми
- «Darkness Prevails» (2005)

### Спліт
- Спліт CD з гуртом Tortuga (2008)

### Студійні альбоми
- «A Fragile Hope» (2007)
- «Blessed & Cursed» (2010)
- «Empire of Light» (2012)
- «Loss» (2021)